# Nagyidai István
Nagyidai István (Kassa, 1953. június 29. –) magyar színművész.

## Életpályája
1972–1976 között a Színház- és Filmművészeti Főiskola hallgatója volt. Diplomaszerzése után Debrecenben szerepelt, majd két év múlt a Békés Megyei Jókai Színház színésze lett. 1982–1986 között a Budapesti Gyermekszínház illetve az Arany János Színház tagja volt. 1986-tól szabadfoglalkozású.
2017. július 22-én eltűnt.

## Fontosabb színházi szerepei
- Fortinbras (Shakespeare: Hamlet)
- Sándor (Hubay Miklós–Vas István–Ránki György: Egy szerelem három éjszakája)

## Filmes és televíziós szerepei
- A fantasztikus nagynéni (1986)
- Fürkész történetei (1984)
- Te rongyos élet (1984)
- Tizenhat város tizenhat leánya (1983)
- Talpuk alatt fütyül a szél (1976)